# Zornia pedunculata
Zornia pedunculata là một loài thực vật có hoa trong họ Đậu. Loài này được S.T.Reynolds & A.E.Holland miêu tả khoa học đầu tiên.